# Edwin Chota
Edwin Chota Valera (Pucallpa, 1962 - 8 de septiembre de 2014) fue un activista ambiental peruano, líder asháninca y presidente de la comunidad Nativa Alto Tamaya Saweto en la región de Ucayali en Perú. Luchó por el reconocimiento legal del territorio de su comunidad y contra la tala ilegal en los bosques amazónicos. Fue asesinado el 1 de septiembre de 2014 junto a otros 3 miembros de su comunidad por traficantes de madera.

## Biografía
Chota nació en Pucallpa en la Amazonía peruana en 1962. Su padre fue Alberto Chota Tenazoa. Fue el mayor de sus cinco hermanos. En 1999, luego de haber trabajado como electricista en su ciudad natal, migró a la comunidad asháninca de Saweto.
El año 2003 su comunidad, Saweto, fue reconocida como comunidad nativa Alto Tamaya y Edwin Chota elegido jefe de la comunidad y su representante legal.
En 2009, Chota fue elegido vicepresidente de la Organización Regional Aidesep Ucayali (ORAU) en un congreso realizado por los representantes de las federaciones indígenas de la región Ucayali.
Cuando fue asesinado, su mujer Julia Pérez se encontraba con 7 meses de gestación. Con Edwin Chota tuvo tres hijos.

## Lucha contra la tala ilegal
En enero de 2002, durante el gobierno de Alejandro Toledo, el estado del Perú a través de la Resolución Ministerial n. 026-2002-AG demarcó cuatro millones de hectáreas de bosques tropicales de la Amazonía baja en Ucayali para el aprovechamiento de empresas madereras. Dentro de esta demarcación territorial realizada por el gobierno peruano, se encontraban las tierras de la comunidad nativa asháninca de Saweto en Alto Tamaya, en la frontera con Brasil.
La resolución del 2002 propició un conflicto socioambiental entre la comunidad de Saweto, los madereros formales y los ilegales. Edwin Chota fue uno de los líderes indígenas que buscó la titulación del territorio comunal en la oficina de la Dirección Regional de Agricultura de Ucayali.
Desde el 2008, Edwin Chota y otros líderes comunales, denunciaron a las mafias de la madera en la frontera de Perú y Brasil ante el Poder Judicial y Gobierno Regional de Ucayali pero ningún organismo público ordenó una intervención fiscal en la zona.
En un video de 2013, Chota anunció que su vida se encontraba amenazada por traficantes de madera ilegal. El 21 de mayo de 2013, en una entrevista para National Geographic, Chota declaró:

Hasta que no tengamos la titularidad de la tierra, los leñadores no respetarán nuestra propiedad. Nos amenazan. Nos intimidan. Y van armados.
La caoba, el oro rojo en peligro (2013), National Geographic.

Cinco meses después, Chota fue asesinado junto a otros tres miembros de su comunidad.

## Asesinato
El 1 de septiembre de 2014 Chota y otros tres dirigentes comunales —Jorge Ríos, Leoncio Quinticima, y Francisco Pinedo— fueron asesinados a disparos por traficantes de madera mientras protestaban por la extracción ilegal de caoba dentro de los límites geográficos de su comunidad.
En los 800 km² de tierra de la comunidad asháninca se desarrolla aproximadamente el 80 % de la tala ilegal en Perú. Durante 13 años, Chota había luchado para que el gobierno peruano reconozca las reclamaciones de tierra de su comunidad y acabar por fin con la tala ilegal.
En respuesta al asesinato, la Asociación Interétnica de Desarrollo de la Selva Peruana (AIDESEP) expresó su malestar y reclamo a la policía y al poder judicial por no haber hecho nada en absoluto para proteger los hombres, a pesar de repitió quejas e informes de amenazas de muerte en su contra. AIDESEP también hizo un llamado al gobierno peruano para hacer más para proteger a las pueblos indígenas de las organizaciones criminales.
El 30 de enero de 2015, el gobierno regional de Ucayali y el gobierno de Perú concedieron la titulación de tierras al Saweto comunitario confirmando su propiedad de la tierra.Finalmente, el 1 de abril de 2024, 4 empresarios de la industria forestal fueron sentenciados por un tribunal peruano en Ucayali a más de 28 años de prisión por complicidad en el asesinato de ambientalistas indígenas. El veredicto aùn no es jurídicamente vinculante.